# Asymmetrisk krigföring
Asymmetrisk krigföring är ett mycket brett begrepp som innebär att ett krig utkämpas på annat sätt än att två konventionella militära styrkor bekämpar varandra. Bland metoder för asymmetrisk krigföring kan nämnas:
- Gerillakrigföring
- Att en sida använder kärnvapen, biologiska vapen och kemiska vapen.
- Att en sida avsiktligt attackerar civilpersoner och civila anläggningar hellre än militär personal och på fientligt område.
- Spridande av desinformation för att smutskasta motståndaren och väcka omvärldens sympati, till exempel påstå att fiendens styrkor begår övergrepp på civilbefolkningen.
- Självmordsbombare och självmordspiloter.
- Attacker mot "fientliga intressen" utanför stridsområdet, till exempel ambassader, företag, turistmål.